# Panthera leo senegalensis
O leão-do-senegal (Panthera leo leo), leão da áfrica ocidental ou leão-senegalês é uma população de leão da África Ocidental que está listada como em perigo critico de extinção na Lista Vermelha da UICN. Esta população é isolada e compreende menos de 250 indivíduos maduros. Em 2004, a população de leões na África Ocidental e Central foi fragmentada e estimada em no máximo 1.800 indivíduos. Anteriormente foi considerada uma subespécie de leão sob nome de P. leo senegalensis, porém em 2017 foi agrupado como parte da subespécie P. leo leo.